# Есте (Арда)
Есте је била једна од Валарки, ликова из Толкиновог легендаријума. Она је била жена Вале Ирма, који је био господар снова и визија. Есте је лечила од рана и умора и даривала одмор. Одећа јој је била сива. Преко дана је спавала у Лоријену, где су и многи други Валари долазили тражећи одмор. Из Естиног и Ирмовог извора у Валинору многи су црпели освежење.